# 新札幌バスターミナル

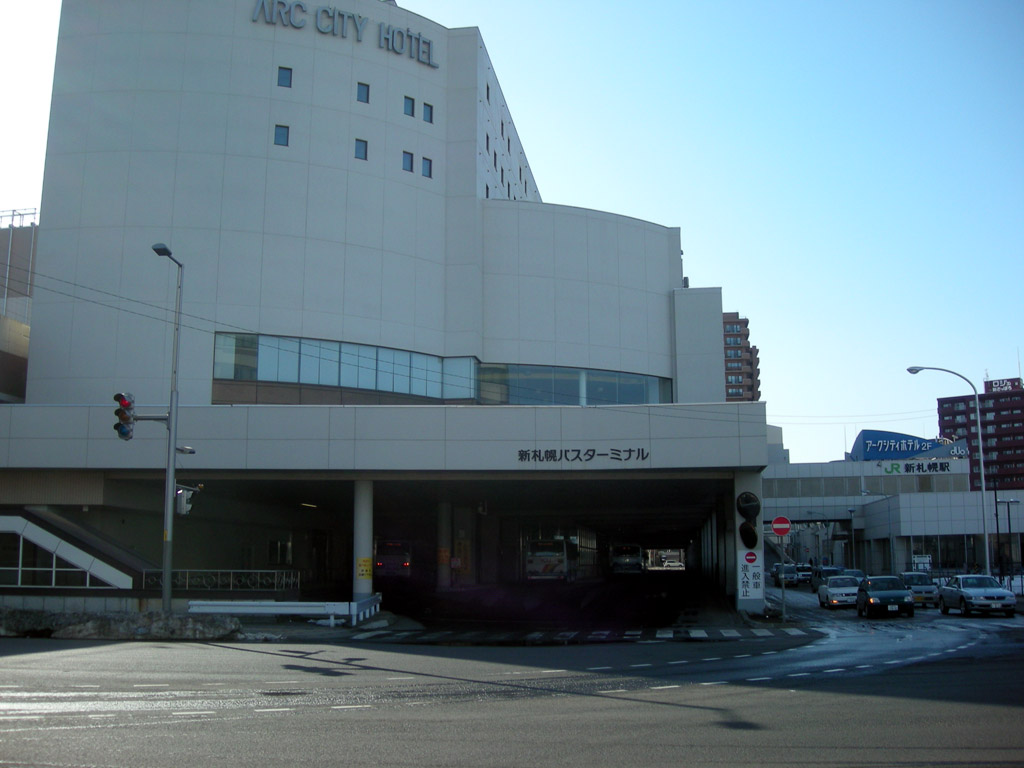
新札幌バスターミナル

新札幌バスターミナル（しんさっぽろバスターミナル）は、北海道札幌市厚別区厚別中央2条5丁目493-67の新札幌副都心に所在する、自動車ターミナル法による一般バスターミナルの名称。札幌市独自の分類では乗継バスターミナルとされる。

## 概要
1990年（平成2年）6月1日供用開始。札幌市により設置され、管理運営は札幌副都心開発公社が行う。
JR新札幌駅の北隣、地下鉄新さっぽろ駅の北西部に位置しており、商業施設新札幌アークシティデュオ-1の1階部分がバスターミナルとなっている。近隣のもみじ台・青葉町方面、厚別西方面の他、江別市、北広島市、南幌町、長沼町方面のバスが発着しており、札幌市東部の交通結節点のひとつとなっている。開業当初はジェイ・アール北海道バス（当時JR北海道）、札幌市交通局（札幌市営バス）、北海道中央バス、夕張鉄道（夕鉄バス）の4社局が使用していたが、札幌市のバス事業撤退に伴い現在は3社が使用している。
建物地下1階にバスチケットセンター新札幌デュオ店が設けられている（前店舗はバスチケットセンター新札幌店。バスターミナル内にあったものの2017年1月21日に「鉄道高架下新札幌名店街1号館」に移転し、自社ならびに夕鉄バスの各種乗車券を取り扱っていた。新札幌店は2023年10月14日に閉店し、新札幌デュオ店が10月16日に営業を開始した。）。
停留所名は、ジェイ・アール北海道バスが「新札幌駅」、他の2社が「新さっぽろ駅」。札幌市営バス運行当時は、札幌市営バスも「新さっぽろ駅前」の名称で案内していた。

## 発着路線
路線は2025年（令和7年）4月1日現在。

### 南レーン

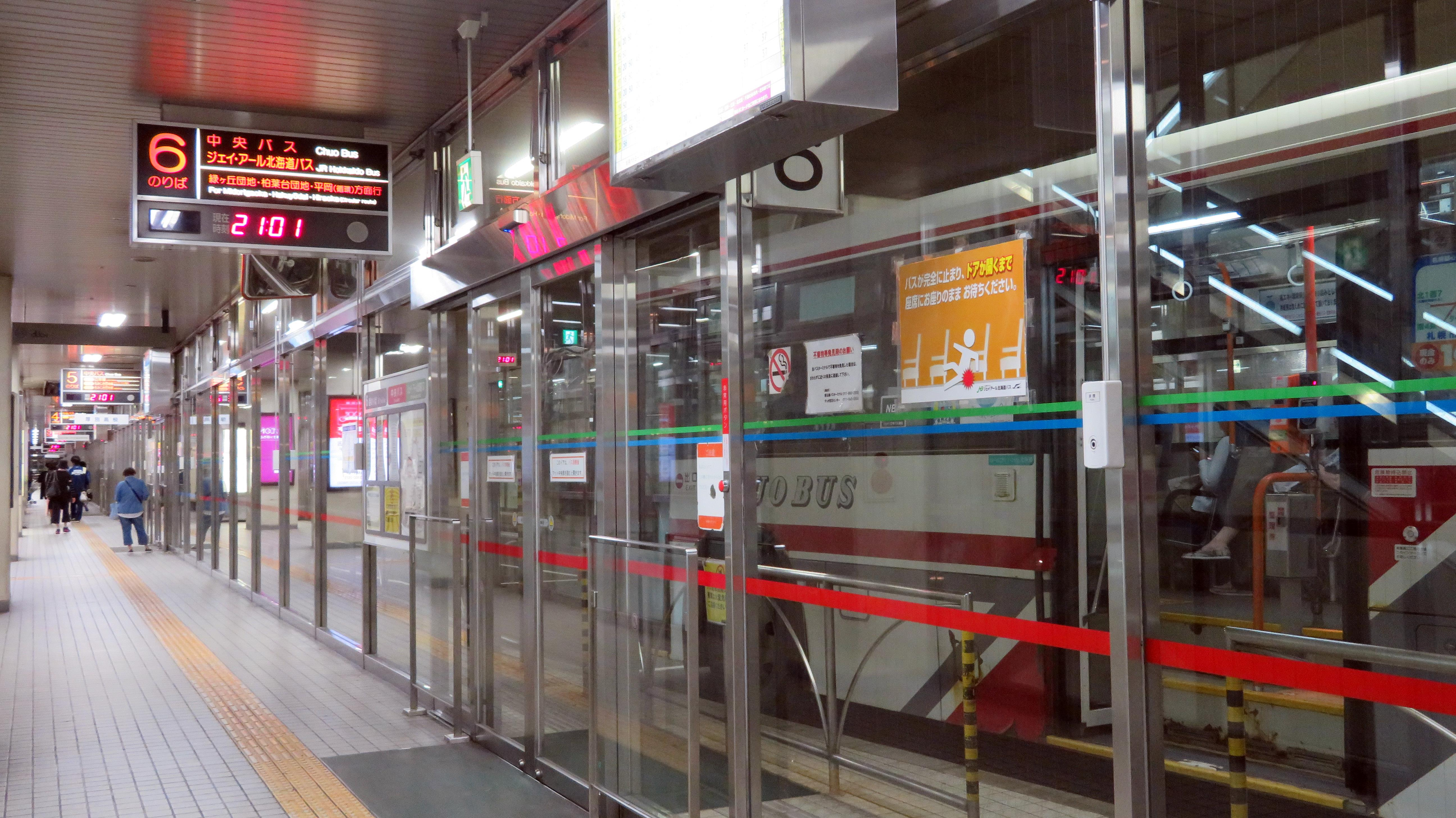
南レーン

5番を除きジェイ・アール北海道バス（路線詳細は路線記事を参照）、4番から6番まで北海道中央バス（同、営業所記事参照）が発着。

#### 1番のりば
- 空知線
  - 循環新10 ひばりが丘線 厚別公園前・厚別営業所前方面
  - 循環新11・循環新14 エデンの街線 上野幌ベニータウン先廻り、エデンの街入口先廻り
  - 循環新12・循環新13 上野幌線 共栄小学校前先廻り、上野幌ベニータウン先廻り
  - 新12 中央通線 厚別営業所前行（共栄小学校前経由）
  - 新13 上野幌線 厚別営業所前行（上野幌ベニータウン経由）

#### 2番のりば
- 空知線
  - 新78・快速新78 テクノパーク線 第2テクノパーク行
- 長沼線
  - 循環新32 新札幌西の里線 北広島西高校方面（青葉町9丁目経由）
  - 新33 北広島線 北広島駅行（青葉町9丁目経由）

#### 3番のりば
- 空知線
  - 循環新71・循環新72 もみじ台西2丁目線 青葉町9丁目先廻り、もみじ台西2丁目先廻り
  - 循環新77 虹ヶ丘線 小林橋・札幌日大高校方面

#### 4番のりば
- 空知線
  - 新15 もみじ台団地線 もみじ台団地行（もみじ台東2丁目経由）
- 白石営業所
  - 白28 もみじ台団地線 もみじ台団地行（もみじ台東2丁目経由）

#### 5番のりば
- 白石営業所
  - 白27 山本線 山本四区行・白陵高校行

#### 6番のりば
- 空知線
  - 新16・循環新16 緑ヶ丘団地線 上野幌ベニータウン・緑ヶ丘団地方面
- 大曲営業所
  - 新110 新さっぽろ大曲線 柏葉台団地行（上野幌ベニータウン経由）
- 空知線、白石営業所（相互乗り入れ）
  - 循環新111 新さっぽろ平岡線 厚別南4丁目・平岡4条3丁目方面

#### 7番のりば
- ジェイ・アール北海道バス
  - 臨時 厚別競技場シャトルバス（大規模イベント開催時に運行）
- 降車場

札幌ドーム行（イベント開催時の臨時便）は2018年をもって運行を終了した。

#### 8番のりば
- 降車場

### 北レーン

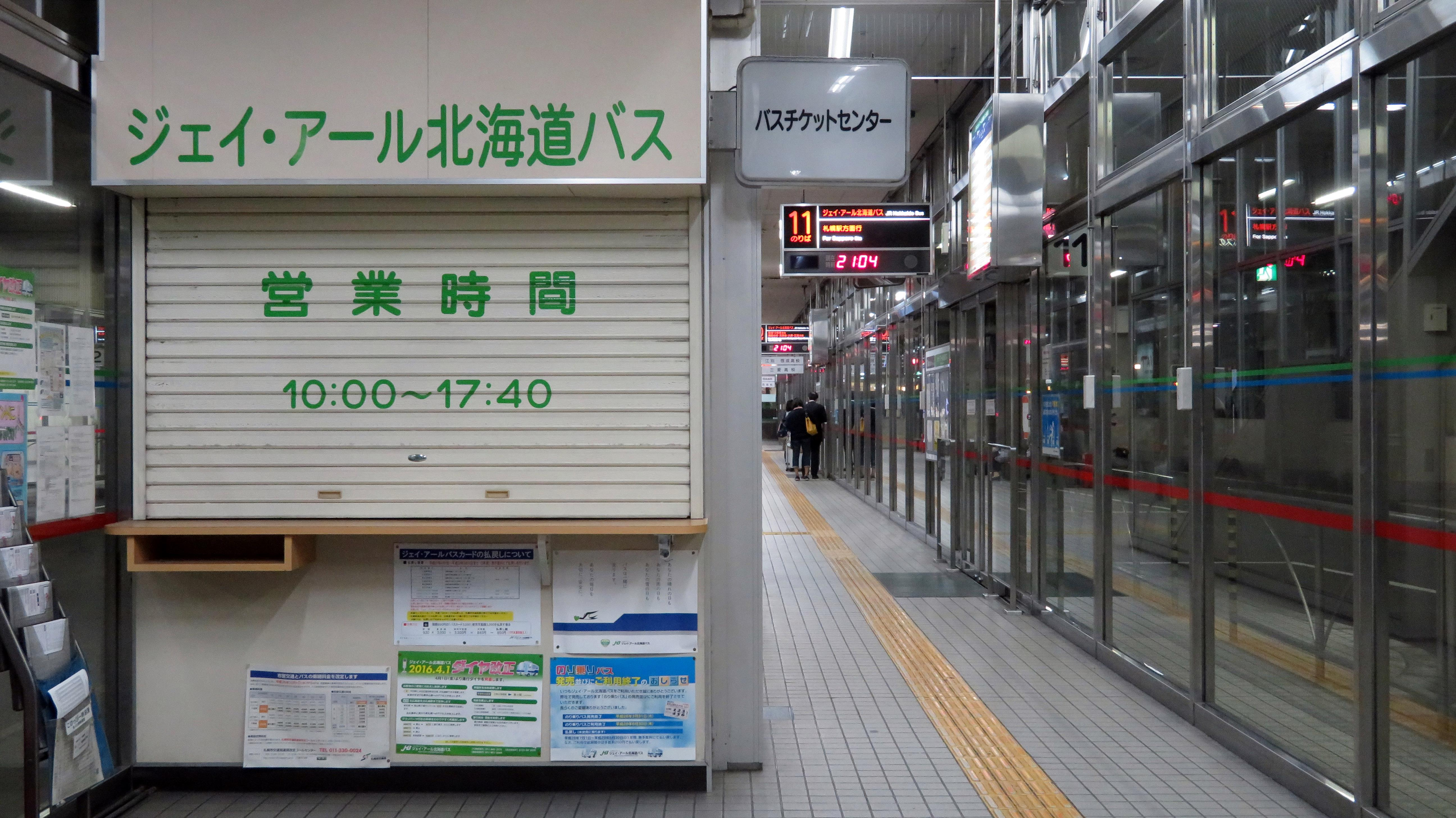
北レーン

9番から11番までジェイ・アール北海道バス（路線詳細は路線記事参照）、9番と13番は北海道中央バス（同、営業所記事参照）、12番は夕張鉄道（同、事業者記事参照）が発着。

#### 9番のりば
- 空知線
  - 新13 上野幌線、新15 もみじ台団地線 啓成高校前行
  - 新28 大麻団地線 野幌駅北口行（大麻駅経由）
  - このっぴー（小野幌循環バス） 厚別東線 高台公園・とちのき公園方面
- 江別営業所
  - 5・55 江別・新さっぽろ線 江別駅前行・江別市立病院行（厚別北2条2丁目・3番通5丁目・江別市立病院経由）
  - 60 江別・新さっぽろ線 江別駅前行（厚別西4条6丁目・新栄台・江別市立病院経由）

#### 10番のりば
- 空知線
  - 新22 開拓の村線 開拓の村行（森林公園駅経由）
  - 新24 大麻団地線 道立図書館前行・大麻11丁目行（大麻駅経由）
  - 新26 江別線 野幌駅北口行・江別駅行（大麻駅南口経由）
  - 新27 江別線 江別市立病院行（大麻駅南口経由）
  - 新29 野幌運動公園線 情報大学前行・野幌運動公園行（野幌駅南口経由）
  - 循環新82・循環新83 文京台線 大麻駅南口先廻り、学院正面門前先廻り

#### 11番のりば
- 空知線
  - 1 新札幌線 札幌駅前行（白石本通経由）

#### 12番のりば
- 札幌線
  - あけぼの団地昭光福祉会行（野幌若葉町・江別駅経由）
  - 南幌東町行（江別駅経由）
  - 文教通西行（学院大正門前・文京台南町経由）
  - 札幌大通西3丁目行（白石本通経由）

#### 13番のりば
- 白石営業所
  - 白25 北都線 南郷7丁目駅行（東川下経由）
  - 白28 もみじ台団地線 厚別東5条1丁目行
  - 白35 小野幌線 森林公園駅行（森林公園パークタウン経由）
  - 白38 厚別通線 白石営業所行・白陵高校行（小野幌小学校経由）

#### 14〜15番のりば
- 降車場

### 路上停留所
- 厚別ふれあい循環バス対策検討会（札幌観光バス）[13][14]
  - 厚別ふれあい循環バス JR厚別駅・ひばりが丘駅方面循環線（一部、厚別駅打ち切り）

#### 16〜17番のりば
- 降車場

#### 西口のりば
- 北海道バス・エルム観光バス
  - 北海道ボールパークFビレッジシャトルバス[15]